# Ulrich Detges
Ulrich Detges (* 2. April 1958 in Krefeld; † 7. Februar 2021 in München) war ein deutscher Romanist.

## Leben
Von 1977 bis 1985 studierte er Französisch und Geschichte an der FU Berlin. Nach der Promotion 1992 an der FU Berlin, dem zweiten Staatsexamen 1996 für das Lehramt an Gymnasien und der Habilitation 2001 an der Eberhard-Karls-Universität Tübingen war er von 2003 bis 2021 Professor für romanische Philologie an der LMU München. Detges starb nach schwerer Krankheit im Februar 2021 im Alter von 62 Jahren.

## Schriften (Auswahl)
- Nominalprädikate. Eine valenztheoretische Untersuchung der französischen Funktionsverbgefüge des Paradigmas „être Präposition Nomen“ und verwandter Konstruktionen. Tübingen 1996, ISBN 3-484-30345-X.
- mit Thomas Kotschi und Colette Cortès (Hg.): Wörterbuch französischer Nominalprädikate. Funktionsverbgefüge und feste Syntagmen der Form ‚être + Präposition + Nomen‘. Tübingen 2009, ISBN 978-3-8233-6481-8.
- mit Sarah Dessì Schmid, Paul Gévaudan, Wiltrud Mihatsch und Richard Waltereit (Hg.):  Rahmen des Sprechens. Beiträge zu Valenztheorie, Varietätenlinguistik, Kreolistik, kognitiver und historischer Semantik. Peter Koch zum 60. Geburtstag. Tübingen 2011, ISBN 978-3-8233-6643-0.
- mit Kate Beeching (Hg.): Discourse functions at the left and right periphery. Crosslinguistic investigations of language use and language change. Leiden 2014, ISBN 90-04-27480-4.